# Adam Johnson (Schauspieler)
Adam Johnson (* 12. Mai 1973 in Santa Monica, Kalifornien) ist ein US-amerikanischer Schauspieler. Er wirkt vermehrt in sogenannten B-Movies mit.

## Karriere
Johnson ist der Sohn der Maskenbildnerin Charlene Johnson. Er hat zwei Brüder, die Schauspieler Bart Johnson und Brad Johnson. Letzterer fungiert auch als Filmproduzent. Johnson wirkte erstmals 1998 mit einer Besetzung in Sandman in einem Film. Es folgten Nebenrollen in Spielfilmen und Mitwirkungen in Kurzfilmen. Im von Kritikern gut aufgenommen Frozen – Eiskalter Abgrund hatte er eine größere Rolle inne.  Im Jahr 2004 strahlte das deutsche Kaffeeunternehmen K-fee neun Werbespots für seine „Wide Awake“-Kampagne aus. Adam und sein Bruder Brad spielten die beiden Monster, die am Ende jedes Spots als Pop-ups erscheinen. Adam spielte den Gargoyle, bekannt als Batboy. Den Zombie spielte sein Bruder Brad. Die Werbespots erlangten durch Lockvogeltaktiken im Internet internationale Bekanntheit. Im Jahr 2016 bestätigte Adam Johnson (jetzt bekannt als X) auf Twitter, dass er und sein Bruder Brad die beiden Monster der K-Fee-Werbung seien. 2011 hatte er eine Rolle als Joe in der TV-Serie Un-Natural Selection. Im selben Jahr folgte eine Besetzung in einer Episode der Serie Law & Order: LA. 2012 war er in einer Folge der Serie Justified zu sehen. In K9 – Das große Weihnachtsabenteuer  und im Nachfolger K-9 Adventures: Legend of the Lost Gold spielte Johnson jeweils die Rolle des Pastor Bailey. In The Adventures of RoboRex lieh er dem RoboRex die Stimme. In Mythica – Weg der Gefährten, Mythica – Die Ruinen von Mondiatha, Mythica – Der Totenbeschwörer, Mythica: The Iron Crown und Mythica: The Godslayer war er jeweils als Thane zu sehen. Von 2018 bis 2021 stellte er die Rolle des Munt in insgesamt 42 Episoden der Fernsehserie The Outpost dar. 2018 stellte er im Film Knights of the Witch die Rolle des Felix dar.

## Filmografie (Auswahl)
- 1998: Sandman
- 2001: Fluffer
- 2002: The Singles Ward
- 2002: You Always Stalk the Ones You Love
- 2002: Charly
- 2003: The R.M.
- 2004: Sunflower
- 2005: In Memory of My Father
- 2005: The Black Magic (Kurzfilm)
- 2005: Le Petomane: Parti avec le vent (Kurzfilm)
- 2006: Simon Says
- 2007: Happy Valley
- 2007: Tears of a King
- 2007: Sons of Provo: Confidential (Kurzfilm)
- 2007: The Singles 2nd Ward
- 2008: Wrestling with God: A Three-Way Conversation on Mormonism (Kurzfilm)
- 2008: The Reunion (Kurzfilm)
- 2008: The Run (Kurzfilm)
- 2008: Rounds
- 2008: The Interlopers (Kurzfilm)
- 2009: Father in Israel
- 2009: Scout Camp
- 2009: The Fire Dragon Chronicles (Dragon Hunter)
- 2009: Lock and Roll Forever
- 2010: Frozen – Eiskalter Abgrund (Frozen)
- 2010: Hey Mann – gib uns dein Auto! (Repo)
- 2010: The Maze
- 2011: Un-Natural Selection
- 2011: Vamp U
- 2011: Orcs – Sie kommen, um uns alle zu töten (Orcs!)
- 2011: Law & Order: LA (Fernsehserie, Episode 1x20)
- 2011: Paladin – Der Drachenjäger (Dawn of the Dragonslayer)
- 2011: The Life of Jesus Christ (Mini-Fernsehserie)
- 2011: Un-Natural Selection (Fernsehserie, 5 Episoden)
- 2012: Justified (Fernsehserie, Episode 03x01)
- 2012: Beautiful People (Fernsehfilm)
- 2012: Charly 10th Anniversary Encore
- 2012: Dexter (Fernsehserie, Episode 07x10)
- 2012: Inside – Deadly Prison (Inside)
- 2013: iLove: geloggt, geliked, geliebt (A Case Of You)
- 2013: Orc Wars (Dragonfyre)
- 2013: CSI: Vegas (Fernsehserie, Episode 14x05)
- 2013: K9 – Das große Weihnachtsabenteuer (K-9 Adventures: A Christmas Tale)
- 2014: First Jobs (Mini-Fernsehserie, Episode 1x04)
- 2014: Veronica Mars
- 2014: RoboRex (The Adventures of RoboRex) (Sprecherrolle)
- 2014: The Interlude (Kurzfilm)
- 2014: K-9 Adventures: Legend of the Lost Gold
- 2014: No Ordinary Shepherd (Kurzfilm)
- 2014: Der Weihnachtsdrache (The Christmas Dragon)
- 2014: The Last Straw
- 2014: Mythica – Weg der Gefährten (Mythica: A Quest for Heroes)
- 2015: Mythica – Die Ruinen von Mondiatha (Mythica: The Darkspore)
- 2015: Once I Was a Beehive
- 2015: Waffle Street
- 2015: Dragon Warriors
- 2015: Miracle Maker
- 2015: Mythica – Der Totenbeschwörer (Mythica: The Necromancer)
- 2016: Angel from Hell (Fernsehserie, Episode 1x05)
- 2016: Cyborg X
- 2016: Mythica: The Iron Crown
- 2016: Hammer Suite (Kurzfilm)
- 2016: You’re the Worst (Fernsehserie, Episode 3x09)
- 2016: Mythica: The Godslayer
- 2016: Lunchtime Battle: A Mobile Strike Story (Kurzfilm)
- 2017: Risking It All (Kurzfilm)
- 2017: Small Town Crime
- 2017: Brooklyn Nine-Nine (Fernsehserie, 2 Episoden)
- 2017: This Is Us – Das ist Leben (This Is Us, Fernsehserie, Episode 2x05)
- 2017: My Brother the Time Traveler
- 2017: The Rat & The Snake (Kurzfilm)
- 2018: Miss Arizona
- 2018: Knights of the Witch (The Appearance)
- 2018: Shooter (Fernsehserie, Episode 3x04)
- 2018: Key West Smuggler (Kurzfilm)
- 2018: Little Women
- 2018: Devil’s Got My Back (Fernsehfilm)
- 2018–2021: The Outpost (Fernsehserie, 42 Episoden)
- 2019: Out of Liberty
- 2019: Resilience and the Lost Gems
- 2020: Yellowstone (Fernsehserie, Episode 3x04)
- 2020: Sons of Winter (Kurzfilm)
- 2021: CSI: Vegas (CSI: Crime Scene Investigation, Fernsehserie, Episode 1x08)
- 2022: Unhinged
- 2022: Hello Lofi (Fernsehserie)
- 2022: Hidden Gems (Fernsehfilm)